# Lumpiaque
Lumpiaque es un municipio español, perteneciente a la comarca de Valdejalón, en la provincia de Zaragoza, comunidad autónoma de Aragón. Tiene un área de 29,55 km² con una población de 862 habitantes (INE 2024) y una densidad de 28,22 hab/km².

## Historia
Los primeros testimonios de presencia humana en Lumpiaque nos remontan a la prehistoria: Desde industria lítica musteriense aparecida en el “Plano” a las insculturas líticas del paraje de Chilos, vinculadas a la edad de Bronce.  Sin embargo, las referencias históricas previas a la Reconquista son muy fragmentarias: indicios del origen romano de la Balsa, el hallazgo de una necrópolis visigoda en las obras del Ave, etc. 
En 1275 se puede encontrar el primer testimonio escrito de Lumpiaque, la donación de su castillo por parte de Jaime I a Martín Ortiz de Azagra. Muy probablemente, los grandes sillares localizados en el “barrio bajo” sean los restos de aquel castillo. 
Durante la Edad Media el dominio sobre Lumpiaque fue ejercido por distintos señores hasta que en 1480 Juan de Jasa lo vendió a Juan Ximénez de Urrea. La familia Urrea, posteriores condes de Aranda, ejercerían ya sin interrupción su señorío sobre Lumpiaque, concediendo diversos privilegios al lugar como la cesión del uso de la Balsa a la aljama de moros de la localidad en 1482. Unos años después, en el fogaje de 1495 se contabilizaron treinta fuegos en Lumpiaque, es decir, unas ciento cincuenta personas, todas ellas musulmanas. 

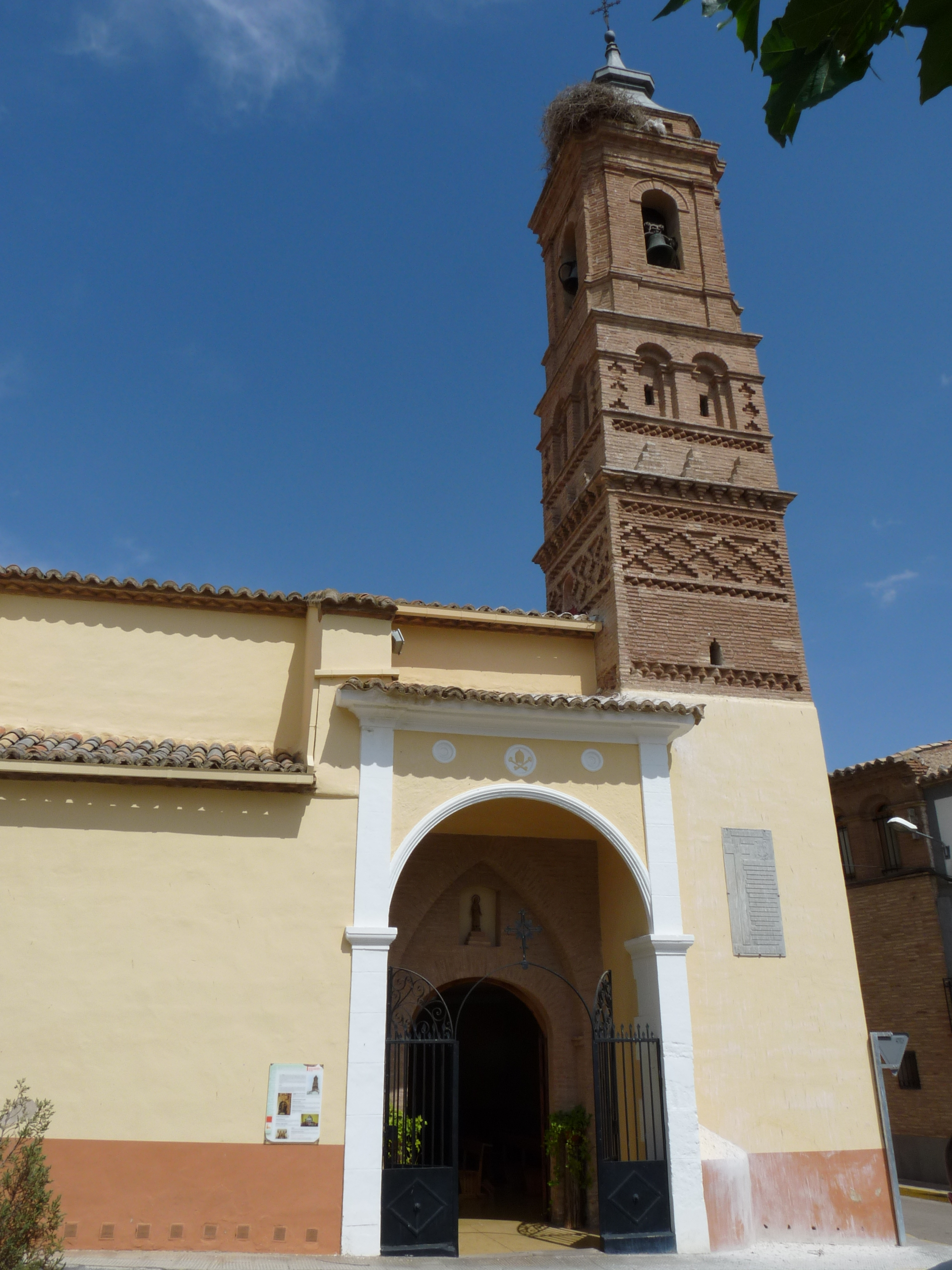
Fachada de la iglesia parroquial de San Francisco de Asís

Ya en el siglo XV, Jerónimo Zurita nos contó como un enfrentamiento entre el Conde de Ribagorza y el Conde de Aranda conllevó graves consecuencias para Lumpiaque ya que fue tomado por las armas, muriendo algunos vecinos y siendo tomados presos otros.  Precisamente sería en el siglo XVI cuando se levantó a los pies de la Iglesia es excelente campanario mudéjar, catalogado en la actualidad Patrimonio de la Humanidad.  En el siglo XVII se levantó el otro edificio religioso del pueblo: La ermita de Santa Bárbara. En la puerta de acceso al templo aparece grabada la fecha de 1743, que pudiera corresponderse con el año de sacralización del templo.  Desde luego, en 1753 la ermita ya estaba erigida dado que aparece mencionada una donación a la misma en una defunción de ese año.
Finalmente, Lumpiaque experimentó un crecimiento demográfico exponencial desde la segunda mitad del siglo XIX. El proceso industrializador europeo tuvo su reflejo local en la transformación agraria del municipio: sustituyendo el cereal por la remolacha destinada a la industria azucarera. Igualmente, aprovechando el desabastecimiento internacional por la filoxera en Francia y favorecido por la mecanización que permitió la roturación de nuevas tierras: Lumpiaque comenzó a explotar un segundo cultivo que actuaría como motor económico del municipio: La vid.

## Demografía
Lumpiaque cuenta con una población de 862 habitantes (INE 2024).
| Gráfica de evolución demográfica de Lumpiaque entre 1842 y 2021                                                     |
| |
| Población de derecho según los censos de población del INE Población de hecho según los censos de población del INE |

Lumpiaque históricamente fue una población morisca. Como se refirió, en 1495 había veintidós fuegos, unas ciento diez personas,  todos ellas mudéjares. La conversión forzosa de 1525 no implicó un descenso de la población y así, en 1610 cuando fueron expulsados los moriscos; en Lumpiaque se contabilizaron ciento cuarenta  y cuatro fuegos, setecientos veinte moriscos que fueron expulsados en su totalidad con la consiguiente despoblación de la localidad que obligó al Conde de Aranda a emitir una carta de población en 1611 que fue finalmente aceptada en 1627.

## Administración y política
| Período   | Alcalde                 | Partido |  |
| --------- | ----------------------- | ------- |  |
| 1979-1983 | Jesús Adiego Domínguez  | PAR     |  |
| 1983-1987 |                         |         |  |
| 1987-1991 |                         |         |  |
| 1991-1995 |                         |         |  |
| 1995-1999 |                         |         |  |
| 1999-2003 |                         |         |  |
| 2003-2007 | Máximo Cimorra Muñoz    | PAR     |  |
| 2007-2011 | Mercedes Sediles Barbod | PAR     |  |
| 2011-2015 | Mercedes Sediles Barbod | PAR     |  |
| 2015-2019 | Mercedes Sediles Barbod | PAR     |  |
| 2019-     | Jesús Martínez Gil      | PP      |  |

| Partido político    | Partido político                                   | 2003   | 2007   | 2011   | 2015   |
| Partido político    | Partido político                                   | Ediles | Ediles | Ediles | Ediles |
|                     | Partido Aragonés (PAR)                             | 4      | 5      | 4      | 4      |
|                     | Partido Popular de Aragón (PP)                     | —      | —      | 1      | 3      |
|                     | Partido de los Socialistas de Aragón (PSOE-Aragón) | 3      | 2      | 2      | —      |
|                     | Ciudadanos (CS)                                    | —      | —      | —      | —      |
| Total de concejales | Total de concejales                                | 7      | 7      | 7      | 7      |